# Козлово (Волоколамский район)
Козлово — деревня в Волоколамском районе Московской области России. Входит в состав сельского поселения Кашинское. Население — 13 чел. (2010).

## География
Деревня Козлово расположена на северо-западе Московской области, в северной части Волоколамского района, на автодороге Р107 Клин — Лотошино, примерно в 8 км к северу от города Волоколамска, с которым связана автобусным сообщением. Соседние населённые пункты — деревни Давыдово и Масленниково.

## Население
| 1852 | 1859 | 1926 | 2002 | 2006 | 2010 |
| ---- | ---- | ---- | ---- | ---- | ---- |
| 160  | ↗179 | ↗211 | ↘13  | ↘10  | ↗13  |

## История
В «Списке населённых мест» 1862 года Козлово (Козлева) — владельческая деревня 2-го стана Волоколамского уезда Московской губернии по правую сторону Старицко-Зубцовского тракта от города Волоколамска до села Ярополча, в 10 верстах от уездного города, при безымянном ручье, с 18 дворами и 179 жителями (76 мужчин, 103 женщины).
По данным 1890 года входила в состав Буйгородской волости Волоколамского уезда, число душ мужского пола составляло 75 человек.
В 1913 году — 42 двора.
В 1919 деревня была включена в состав Яропольской волости Волоколамского уезда.
По материалам Всесоюзной переписи 1926 года — деревня Масленниковского сельсовета Яропольской волости Волоколамского уезда, проживало 211 жителей (91 мужчина, 120 женщин), насчитывалось 42 крестьянских хозяйства.
С 1929 года — населённый пункт в составе Волоколамского района Московского округа Московской области. Незадолго до этого становится центром Козловского сельсовета. Постановлением ЦИК и СНК от 23 июля 1930 года округа как административно-территориальные единицы были ликвидированы.
1929—1930 гг. — центр Козловского сельсовета Волоколамского района.
1930—1939 гг. — деревня Суворовского сельсовета Волоколамского района.
1939—1963 гг. — деревня Кашинского сельсовета Волоколамского района.
1963—1965 гг. — деревня Кашинского сельсовета Волоколамского укрупнённого сельского района.
1965—1994 гг. — деревня Кашинского сельсовета Волоколамского района.
В 1994 году Московской областной думой было утверждено положение о местном самоуправлении в Московской области, сельские советы как административно-территориальные единицы были преобразованы в сельские округа.
1994—2006 гг. — деревня Кашинского сельского округа Волоколамского района.
С 2006 года — деревня сельского поселения Кашинское Волоколамского муниципального района Московской области.